# Корсунь-Шевченківський професійний ліцей
Корсунь-Шевченківський професійний ліцей — державний навчальний заклад, професійно-технічний навчальний заклад у місті Корсунь-Шевченківський Корсунь-Шевченківського району.

## Історія
Ліцей розташований на Валковському острові, на якому до 1924 року знаходився Онуфріївський монастир. Згідно з постановою президії окружного виконкому від 13 червня 1923 року монастир був переданий соцзабезу для інвалідного містечка, а монашки переведені до Богуславського монастиря. На базі інвалідного містечка 1928 року було створено школу захисту рослин, 1934 року вона була перетворена у школу тракторних бригадирів, де навчались механізатори. Першим директором став Костенко Іван Олександрович. 1944 року навчальний заклад було реорганізовано у Гарбузинську школу механізації, яка готувала механізаторів широкого профілю. На той час школа мала 12 тракторів та 24 сільськогосподарські машини. 1954 року школа була перетворена в Гарбузинське училище механізації сільського господарства. 1974 року училище реорганізовано в Гарбузинське професійно-технічне училище, збудовано центральний навчальний корпус, 2 гуртожитки на 400 місць. 1983 року училище нагороджено перехідним червоним прапором обласного управління профтехосвіти та занесено до районної дошки пошани. 1984 року училище перейменовано у Корсунь-Шевченківське професійно-технічне училище № 33, 2003 року — у Корсунь-Шевченківський професійний аграрний ліцей.
До складу ліцею входить Стеблівське відділення, яке донедавна існувало як окремий навчальний заклад Стеблівське професійно-технічне училище № 39. Училище було створено 1952 року як школа механізації з підготовки електриків. Через рік перетворено у Стеблівське професійно-технічне училище № 4. За свою історію училище випустило близько 16,1 тисяч робітників з 15 професій: електрики, комбайнери, ткалі тощо. З 1997 року директором училища став Брададим Г. К. 2009 року навчальний заклад був реорганізований у Стеблівський професійний ліцей. Відділення має власний навчальний корпус, гуртожиток з актовою залою, 2 комп'ютерних класи, навчальні майстерні, бібліотеку, спортзал та стадіон.

## Керівники
- 1934—1944 — Костенко Іван Олександрович
- 1944—1970 — Зимбалевський Михайло Семенович
- 1970—1975 — Романенко Леонтій Єфремович
- 1975—1977 — Костенко Микола Петрович
- 1977—2008 — Максименко Василь Костянонович
- 2008—2011 — Костенко Михайло Васильович
- 2011—2012 — Гаркуша Ігор Анатолійович

## Спеціальності
Ліцей готує робітників за такими спеціальностями:
- на базі повної середньої освіти
  - тракторист-машиніст сільськогосподарського виробництва
  - слюсар з ремонту сільськогосподарських машин та устаткування
  - водій автотранспортних засобів
  - кухар
  - кондитер
  - квітникар
  - декоратор
  - овочівник
  - електромонтер з ремонту та обслуговування електроустаткування
  - слюсар з паливної апаратури
  - секретар керівника
  - оператор з уведення даних з ЕОМ
  - обліковець
- на базі загальної середньої освіти
  - тракторист-машиніст сільськогосподарського виробництва
  - слюсар з ремонту сільськогосподарських машин та устаткування
  - водій автотранспортних засобів
  - кухар
  - кондитер
  - оператор комп'ютерного набору
  - обліковець з реєстрації бухгалтерських даних
  - слюсар з паливної апаратури
  - водій автотранспортних засобів
  - оператор з уведення даних в ЕОМ
  - обліковець

## Педагогічний колектив
У Ліцей викладають викладач-методист, 2 викладачі вищої категорії, 13 викладачів першої категорії, 2 викладачі другої категорії, 2 спеціалісти, 30 майстрів виробничого навчання.